# بوب فوروارد
بوب فوروارد (بالإنجليزية: Bob Forward)‏ هو منتج أفلام وكاتب سيناريو ومخرج أمريكي، ولد في 5 مارس 1958 في كاليفورنيا في الولايات المتحدة.

## وصلات خارجية
- بوب فوروارد على موقع IMDb (الإنجليزية)